# 성수면 (임실군)
성수면(聖壽面)은 전북특별자치도 임실군의 면이다. 인접한 진안군 성수면과 한자까지 같은 동일한 이름이다.

## 개요
해발 200m 내외의 중산간지로 농, 축산업 주종을 이룬다. 임실군의 주봉인 명산 성수산, 오봉산이 위치하고 있다. 그러나 고산 협곡으로 교통이 불편하다. 북동쪽은 성수산(876m) 등을 경계로 진안군 백운면, 서쪽은 임실읍, 남쪽은 지사면·오수면과 장수군 산서면, 북쪽은 관촌면과 진안군 성수면에 접한다. 섬진강 상류의 지류인 둔남천 주변에 해발고도 200m의 좁은 평지가 있을 뿐 대부분 산지이다. 벼농사 외에 양봉업이 성하다. 전라선이 성수면의 남서부를 통과하며 임실∼진안 국도가 면의 중앙을 지난다.

## 행정 구역
- 도인리
- 봉강리
- 삼봉리
- 삼청리
- 성수리
- 양지리
- 오류리
- 오봉리
- 왕방리
- 월평리
- 태평리